# Гремучий (Бузулукский район)
Гремучий — поселок в Бузулукском районе Оренбургской области. Входит в состав сельского поселения Новотёпловский сельсовет.

## География
Находится на расстоянии примерно 22 километра по прямой на восток от города Бузулук.

## Население
Население составляло 1 человек в 2002 году (русский), 1 по переписи 2010 года.